# R. C. Sproul

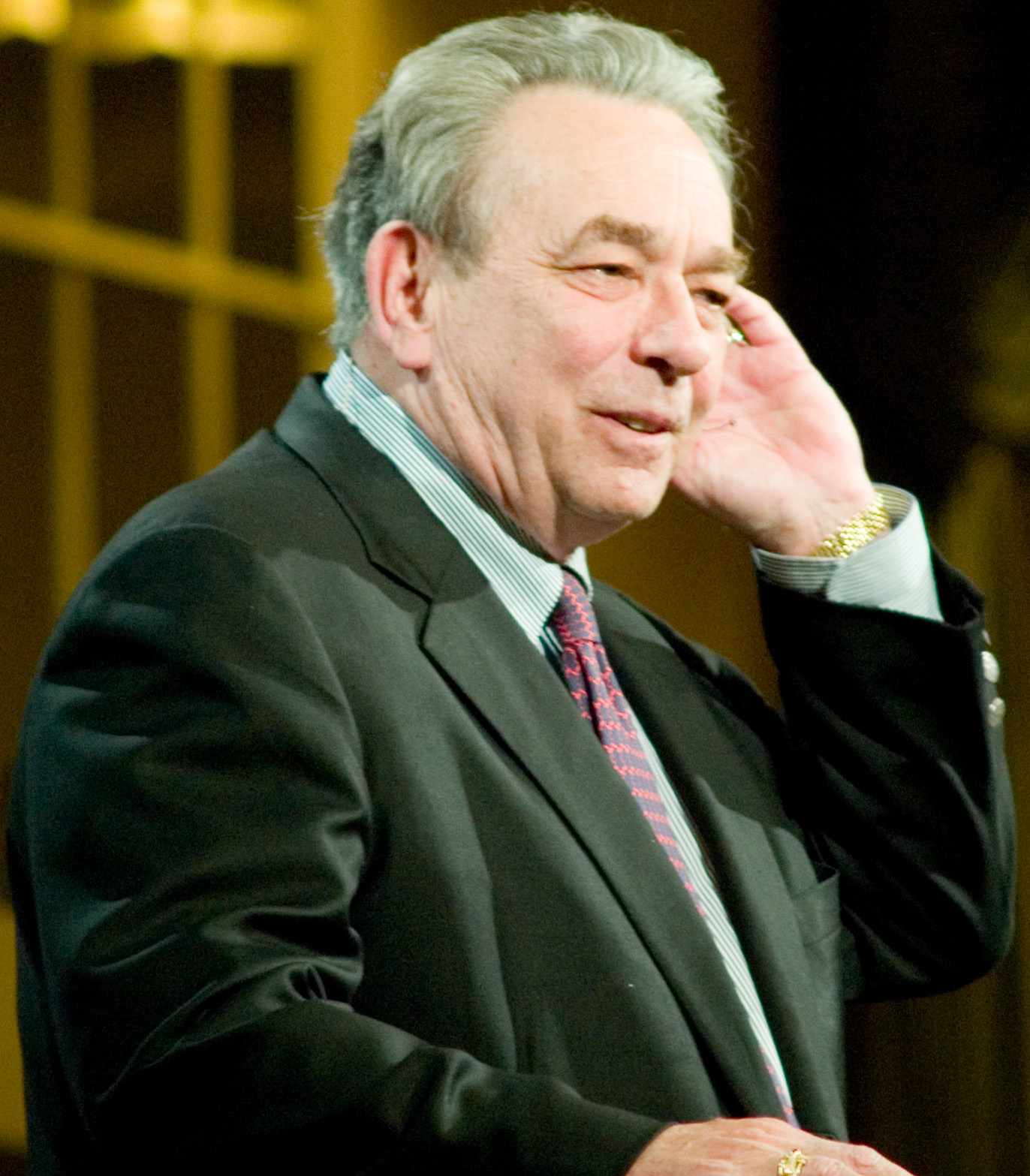
Sproul (2006)

Robert Charles Sproul (* 13. Februar 1939 in Pittsburgh, Pennsylvania; † 14. Dezember 2017 in Altamonte Springs, Florida) war ein reformierter Pastor, Professor für systematische Theologie und evangelikaler Autor.

## Leben und Wirken
Sproul hatte Abschlüsse des Westminster Theological Seminary in Glenside (Pennsylvania) (BA, 1961), des Pittsburgh-Xenia Theological Seminary (M.Div., 1964), der Freien Universität Amsterdam (Drs., 1969) und des Whitefield Theological Seminary (Ph.D., 2001). Während des Studiums in den Niederlanden lernte er die dortige Sprache. Sproul lehrte an zahlreichen Schulen und Seminaren, darunter am Reformierten Theologischen Seminar in Orlando, Florida, in Jackson, Mississippi, und am Knox Theological Seminary in Fort Lauderdale, Florida. 2011 gründete er das Reformation Bible College in Sanford, Florida.
Zuletzt war Sproul Senior Minister für Verkündigung und Lehre in der Gemeinde Saint Andrew’s in Sanford, Florida. Er wurde 1965 in der Vereinigten Presbyterian Church in den USA ordiniert, verließ diese um 1975 wegen deren angeblichen Liberalismus und schloss sich der presbyterianischen Kirche in Amerika an. Er war auch ein Mitglied des Rates der Allianz der Bekennenden Evangelikalen (Alliance of Confessing Evangelicals).
Sproul und seine Frau waren Überlebende des Eisenbahnunfalls am Big Bayou Canot, worüber er einen Bericht verfasst hatte.

## Privates
Sproul war mit Vesta Ann aus Pittsburgh verheiratet, sie haben zwei Kinder, Sherrie Sproul Dick und R. C. Sproul Jr. Am 14. Dezember 2017 starb er im Alter von 78 Jahren an den Folgen seiner COPD-Erkrankung.

## Lehre
Bekannt wurde Sproul auch als Gründer von Ligonier Ministries, mit der er den vorhandenen Graben zwischen Sonntagsschule und Theologieseminare überbrücken wollte. Er war einer der führenden Unterzeichner der Chicago-Erklärung zur Irrtumslosigkeit der Bibel (1978).
1982 veröffentlichte er bei Zondervan in Grand Rapids ein apologetisches Buch mit dem Titel Reason to Believe – A Response to Common Objections to Christianity, worin er sieben Grundwahrheiten des Römerbriefs herausgearbeitet hatte:
1. Alle Menschen wissen von Gott.
2. Alle Menschen lehnen Gott ab (und betreiben somit Götzendienst).
3. Alle Menschen sind vor Gott schuldig (und es gibt keine Unschuldigen).
4. Alle Menschen sind verurteilt, weil sie Gott ablehnen.
5. Gott hat einen Weg der Rettung für die Verlorenen geschaffen.
6. Alle Menschen können im Glauben an Christus zu Gott kommen.
7. Gott befiehlt seiner Gemeinde, das Evangelium allen Menschen zu verkündigen.

Der baptistische Theologe David Platt übernahm 2010 in seinem Bestseller Radical diese sechs Punkte, eine Kurzfassung des Evangeliums, um Christen zu einer ernsthafteren und konsequenteren Nachfolge Christi aufzufordern.
Sproul galt auch als Vertreter des Kreationismus, weil er nach Prüfung verschiedener Hypothesen und Theorien (the gap theory, the day-age theory, the framework hypothesis) die literale Bedeutung der Genesistexte als prioritär für seine Auslegung ansah.

## Kritik
Als calvinistisch geprägter Theologe hielt Sproul an den Prämissen wie der Allmacht, Allwissenheit und Souveränität Gottes unerschütterlich fest. Sie zeige sich darin, dass jedes Molekül im Universum unter der Kontrolle Gottes stehe. Der baptistische Theologe Gregory A. Boyd kritisierte diese Sichtweise als fragwürdige Schwäche, weil die Bibel Gott vielmehr als interaktiven und dynamischen Gott beschreibe, der nicht alles unter unmittelbarer Kontrolle haben müsse.

## Schriften (Auswahl)
Sproul war auch im Hörfunk durch seine Radiosendung Renewing your mind engagiert. Er war Herausgeber der Genfer Studienbibel und Autor von mehr als 100 Büchern. In späteren Jahren veröffentlichte er zudem einige illustrierte Kinderbücher.
- Knowing Scripture, 1977
- Classical Apologetics: A rational defense of the christian faith and a critique of presuppositional apologetics, Zondervan, Grand Rapids 1984 (mit John Gerstner und Arthur Lindsay)
- The Holiness of God, 1985
- Chosen by God, 1986
- Pleasing God, 1988
- Surprised by suffering, 1989
- The mystery of the Holy Spirit, 1990
- The hunger for significance, 1991
- Essentiel truths of the christian faith, 1992
- Justified by faith alone, 1995
- The character of God, 1995
- Choosing my religion, 1996
- Now, that's a Good question! 1996
- The King whitout a shadow, 1996
- Grace unknown: The heart of reformed Theology, 1997
- What is reformed Theology? 1997
- Willing to believe, 1997
- Renewing your mind, 1998
- The last days according to Jesus, 1998
- Getting the Gospel right: The tie that binds Evangelicals together, 1999
- The Consequences of ideas: Understanding the concepts that shaped our world, 2000
- Loved by God, 2001
- The Reformation Study Bible, Reformation Trust Pub, 2001 und 2015, ISBN 978-1-56769-445-1
- Defending your faith: An introduction to apologetics, 2002
- Five things every christian needs to grow, 2002
- Saved from what? 2002
- The purpose of God, 2002
- The truth of the cross, 2007
- The prince's poison cup, 2008
- Can I know God's will? 2009
- Does prayer change things? 2009
- How should I live in this world? 2009
- The prayer of the Lord, 2009
- Can I be sure I'm saved? 2010
- Classic teachings on the nature of God, 2010
- What does it mean to be Born Again? 2010
- What is faith? 2010
- The Barber who wanted to pray, 2011
- Unseen Realities: Heaven, Hell, Angels and Demons, 2011
- What is the Trinity? 2011
- Moses and the burning bush, 2012
- Can I have joy in my life? 2012
- Does God control everything? 2012
- God's love: How the infinite God cares for his children, 2012
- How can I develop a christian conscience? 2013
- The promises of God: Discovering the one who keeps his word, 2013
- What is the church? 2013
- Can I lose my salvation? 2015

### Deutsche Übersetzungen
- Gott wohlgefällig leben, Voice of Hope, Reichshof 2020, ISBN 978-3-947978-76-2
- Römerbrief-Kommentar, Voice of Hope, Reichshof 2022, ISBN 978-3-947978-58-8
- Sind dies die letzten Tage, Voice of Hope, Reichshof 2022, ISBN 978-3-947978-80-9
- Der König ohne Schatten, Hänssler, Neuhausen 1976, ISBN 978-3-7751-2529-1
- Die Heiligkeit Gottes, Francke, Marburg 1989, ISBN 978-3-88224-727-5 (Neuauflagen: Hänssler, Neuhausen 1996, ISBN 978-3-7751-2605-2; CLV Bielefeld 2018, ISBN 978-3-86699-371-6)
- Gott gefällig leben, Hänssler, Neuhausen 1998, ISBN 978-3-7751-2693-9
- Glauben von A bis Z. 102 biblische Begriffe einfach erklärt, 3L, Waldems, 2005, ISBN 978-3-935188-54-8
- Bibelstudium für Einsteiger. Eine Einführung in das Verstehen der Heiligen Schrift, Betanien, Oerlinghausen 2009, ISBN 978-3-935558-89-1
- Was am Kreuz geschah, Wort-Verlag, Warburg 2009, ISBN 978-3-934633-33-9
- Rechtfertigung durch Glauben allein, 3L, Waldems 2012, ISBN 978-3-941988-63-7
- Der Friseur, der das Beten lernen wollte, 3L, Waldems 2012, ISBN 978-3-943440-93-5
- Der Giftbecher des Prinzen, 3L, Waldems 2013, ISBN 978-3-943440-95-9
- Die unsichtbare Welt, 3L, Waldems 2015, ISBN 978-3-941988-59-0
- Leid meldet sich nicht an, 3L, Waldems 2015
- Was geschieht mit den Menschen, die niemals von Jesus gehört haben? Herold, Leun 2015
- Luthers Vermächtnis, 3L, Waldems 2017, ISBN 978-3-943440-14-0
- Reformations-Studien-Bibel, 3L, Waldems 2017, ISBN 978-3-943440-27-0